# Silenen
Silenen est une commune suisse du canton d'Uri.

## Géographie

Vue aérienne de 1000 m par Walter Mittelholzer (1932)

Silenen mesure 144,77 km2.

## Démographie
Silenen compte 2 228 habitants en 2008. Sa densité de population atteint 15 hab./km2.
Le graphique suivant résume l'évolution de la population de Silenen entre 1850 et 2008 :

## Transports
- Autoroute, sortie 38 Amsteg
- Ligne du Gothard, gare d'Amsteg-Silenen (plus desservie depuis le 28 mai 1994[4] ; trains régionaux désormais remplacés par un service de bus Auto AG Uri)

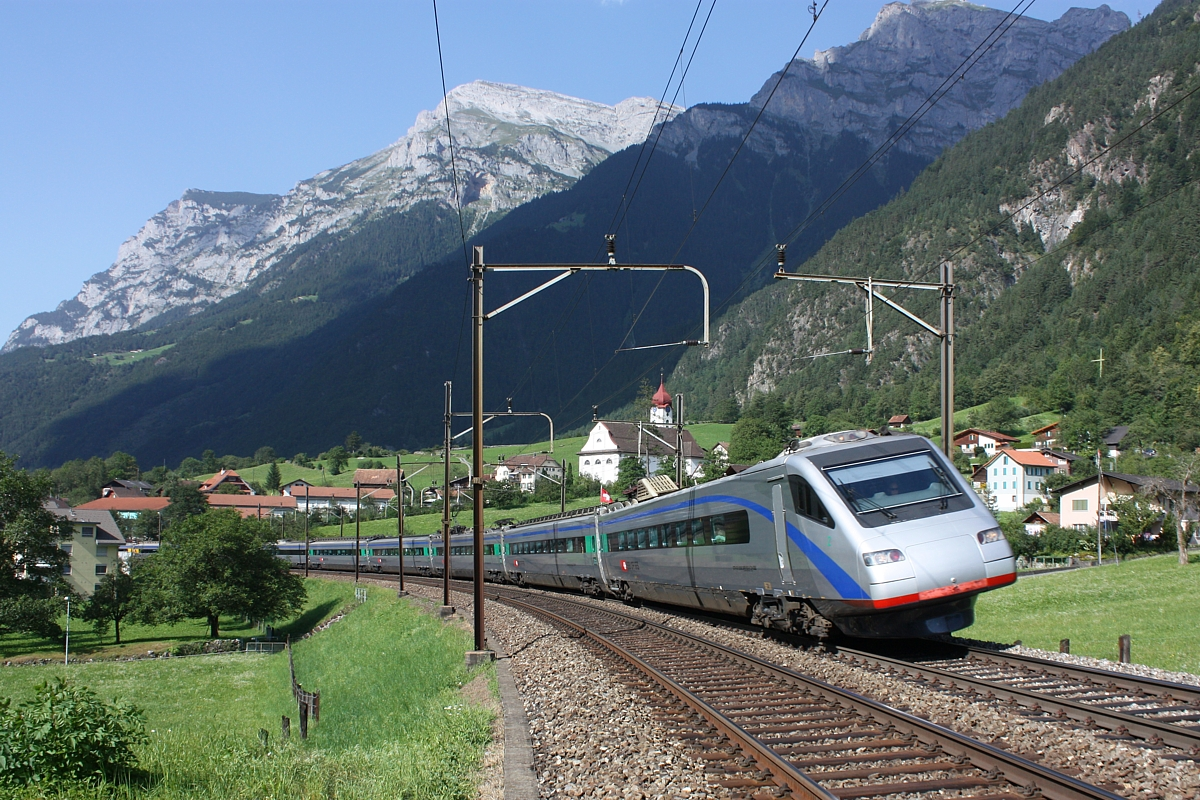
Un train ETR 470 passe devant l'église de Silenen, sur la ligne du Gothard.